# Niki Karimi
Pour les articles homonymes, voir Karimi.
Niki Karimi (en persan : نیکی کریمی) est une actrice iranienne née à Tafrech le 10 novembre 1971. Elle est également réalisatrice, photographe, auteur et traductrice.

## Biographie
Née et élevée à Téhéran, Niki Karimi commence le théâtre dès l'école primaire. Elle tourne au cinéma en 1989 dans Tentation de Jamshid Haidari. Elle se rend aux États-Unis en 1992 pour étudier le dessin. Elle obtient de nombreux prix et figure également dans quelques jurys, notamment au festival international du film de Thessalonique.
Elle a traduit en persan Intimacy de Hanif Kureishi ainsi que Songs My Mother Taught Me, autobiographie de Marlon Brando par Robert Lindsey.

## Filmographie

### Réalisatrice
- Avoir ou ne pas avoir (2001), court métrage documentaire
- Une nuit (2005)
- Quelques jours plus tard (2006)

### Productrice
- Avoir ou ne pas avoir (2001)
- Juste une nuit (2022)

### Actrice
- Tentation (Jamshid Haidari, 1989)
- La mariée (Behrouz Afkhami, 1990)
- Les empreintes du loup  (Massoud Kimiaei, 1991)
- Sara  (Dariush Mehrjui, 1992)
- Pari  (Dariush Mehrjui, 1993)
- L'odeur de la chemise de Joseph (Ebrahim Hatamikia, 1994)
- Ombre à ombre (Ali Jakan, 1995)
- La Tour de Minou (Ebrahim Hatamikia, 1995)
- Psycho (Dariush Farhang, 1997)
- Takhti (Behrouz Afkhami, 1997)
- Deux Femmes (Tahmineh Milani, 1998)
- L'Acteur (Mohammad Ali Sadjadi, 1998)
- Les Filles en attente (Rahman Rezai, 1998)
- Génération brûlée (Rassoul Molagholipour, 1999)
- Mille femmes comme moi (Reza Karimi, 1999)
- La Moitié cachée (Tahmineh Milani, 2000)
- Un fou s'est échappé (Ahmad Reza Motamedi, 2001)
- La Cinquième Réaction (Tahmineh Milani, 2002)